# Powiat Tamura
Powiat Tamura (jap. 田村郡 Tamura-gun) – powiat w Japonii, w prefekturze Fukushima. W 2024 roku liczył 25 250 mieszkańców.

## Miejscowości
- Miharu
- Ono